# Amer Sports
Amer Sports Oyj es una empresa finlandesa de artículos deportivos con sede con marcas que incluyen Salomon, Arc'teryx, Peak Performance, Atomic, Suunto, Wilson, Precor, Armada, ENVE Composites, Louisville Slugger, DeMarini y Sports Tracker.
Establecida en 1950 como un conglomerado industrial con intereses tan diversos como el comercio del tabaco, la propiedad de barcos y la publicación, Amer se ha convertido gradualmente en una empresa multinacional dedicada a la producción y comercialización de artículos deportivos. Hoy, la compañía emplea a más de 8,000 personas. Las acciones de la compañía cotizan en la bolsa de valores Nasdaq Helsinki.
El 7 de diciembre de 2018, Amer Sports anunció negociaciones de compra con un consorcio liderado por Anta Sports.

## Historia
La compañía comenzó su vida como fabricante y distribuidor de tabaco, Amer-Tupakka, en 1950 y adquirió el derecho de producir y vender cigarrillos Philip Morris en Finlandia en 1961. En la década de 1960, las ganancias significativas de los intereses del tabaco de la compañía se invirtieron en tres barcos comerciales. Una publicación e impresión se agregó en 1970 con la compra de la compañía finlandesa Weilin + Göös, y la compañía que cotiza en la Bolsa de Helsinki en 1977, cuatro años Después de cambiar su nombre a Amer-Yhtymä. En la década de 1980, Amer se mudó a la industria de importación de vehículos al adquirir la firma Korpivaara, y con ella los derechos exclusivos para importar y distribuir marcas como Citroën y Toyota. La década también vio a la compañía expandirse a los mercados de textiles y plásticos.
En 1986, Amer estableció una división deportiva después de adquirir una participación mayoritaria en el fabricante de equipos de golf MacGregor Golf de Jack Nicklaus. A pesar de esto, la compañía estuvo involucrada en el mercado de equipos deportivos desde 1974, cuando compró el fabricante de equipos de hockey entonces conocido como Koho-Tuote. Estos intereses se vendieron en 1986. Tres años más tarde, Amer adquirió la compañía Wilson Sporting Goods, con sede en Chicago, un productor líder de palos de golf, raquetas y otros equipos deportivos, que marcó un cambio importante en la estrategia para La compañía. Otras adquisiciones siguieron en la forma del fabricante de esquí austríaco Atomic en 1994 Y el fabricante finlandés de instrumentos deportivos Suunto en 1999. La empresa estadounidense de bates de béisbol y softbol Demarini fue comprada un año después, cayendo bajo la división Wilson. Durante este tiempo, muchas de las áreas de negocio que ya no se consideraban centrales se vendieron, aunque la compañía retuvo su negocio de tabaco hasta 2004, cuando se vendió a Philip Morris. En 2005, Amer adquirió la compañía de deportes al aire libre Salomon de Adidas por € 485 millones En el mismo año, la compañía cambió oficialmente su nombre a Amer Sports Corporation. En 2019, Amer completó su desinversión de Mavic.